# اسکارلینگ
اسکارلینگ. (به انگلیسی: Scarling.) یک گروهٔ موسیقی آمریکایی نویز پاپ بود که در سال ۲۰۰۱ در لس آنجلس تشکیل داده‌شد و متشکل از خوانندهٔ اصلی گروه، جسیکا آدامز و گیتارزن کریستین هنجال می‌بود.